# Helianthus carnosus
Helianthus carnosus — вид квіткових рослин з родини айстрових (Asteraceae).

## Біоморфологічна характеристика
Це багаторічник 10–60 см. Стебла прямовисні (нерозгалужені) голі, залозисті. Листки переважно прикореневі; протилежні (проксимальні) чи чергуються; листкові ніжки нечіткі; листкові пластинки від ланцетних до ланцетно-лінійних чи лінійних, 10–25 × 0.5–1.5 см, поверхні голі, краї цілі. Квіткових голів 1(3). Променеві квітки 12–17; пластинки 20–40 мм. Дискові квітки 100+; віночки 6–6.5nbsp;мм, частки жовті, пиляки темні. Ципсели 3 мм, голі. 2n = 34. Цвітіння: літо.

## Умови зростання
Це ендемік Флориди, США. Населяє вологі прерії, плосколісся; турбота про збереження; 0–10+ метрів.